# Monolaurin
Monolaurin, známý také jako glycerol monolaurát (GML) či glyceryl laurát, je monoglycerid. Jedná se o monoester vzniklý z glycerolu a kyseliny laurové. Jeho chemický vzorec je C15H30O4.

## Využití
Monolaurin se nejčastěji používá jako povrchově aktivní látka v kosmetice, například v deodorantech. Jako potravinářská přídatná látka se používá také jako emulgátor nebo konzervant. Prodává se také jako doplněk stravy.

## Výskyt
Monolaurin se nachází v kokosovém oleji a může být podobný jiným monoglyceridům, které se nacházejí v lidském mateřském mléce.
Kyselinu laurovou lze přijímat v kokosovém oleji a lidské tělo ji přeměňuje na monolaurin. Dobrým zdrojem kyseliny laurové, a tedy i monolaurinu, je kokosový olej, kokosový krém a strouhaný kokos. Vědci si nejsou jisti mírou přeměny kyseliny laurové získané prostřednictvím potravin, jako je kokosový olej nebo kokos, na monolaurin v těle. Vzhledem k této skutečnosti není známo, kolik kokosového oleje nebo kokosu by člověk musel přijmout, aby získal terapeutickou dávku monolaurinu. Některé články naznačují, že by to mohlo být až 100–300 ml kokosového oleje denně, takže požití kokosového oleje je ve srovnání s monolaurinem v kapslích nereálné.

## Farmakologie
Monolaurin má antibiotické, antivirové a další antimikrobiální účinky in vitro, ale jeho klinická užitečnost nebyla prokázána. V současné době se prodává jako doplněk stravy a ve Spojených státech je Úřadem pro kontrolu potravin a léčiv zařazen do kategorie všeobecně považovaných za bezpečné (GRAS).
Je známo, že monolaurin inaktivuje viry obalené lipidy tím, že se váže na lipidovo-proteinový obal viru, čímž mu brání v připojení a proniknutí do hostitelských buněk a znemožňuje tak infekci a replikaci. Jiné studie ukazují, že monolaurin rozkládá ochranný virový obal, čímž virus zabíjí. Bylo zkoumáno, že monolaurin inaktivuje mnoho patogenů včetně viru Herpes simplex a Chlamydia trachomatis.

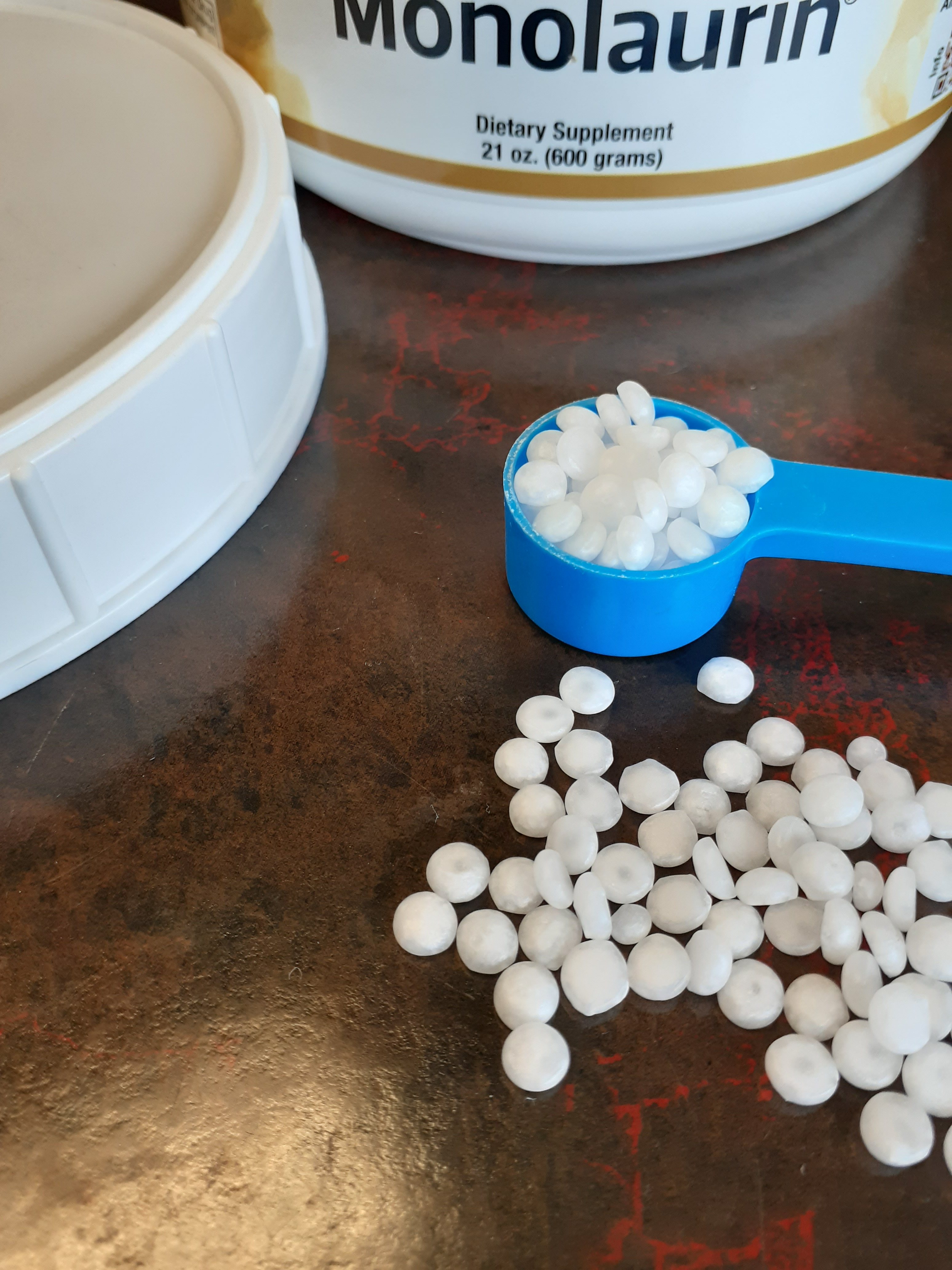
Monolaurin ve formě tabletek jako doplněk stravy

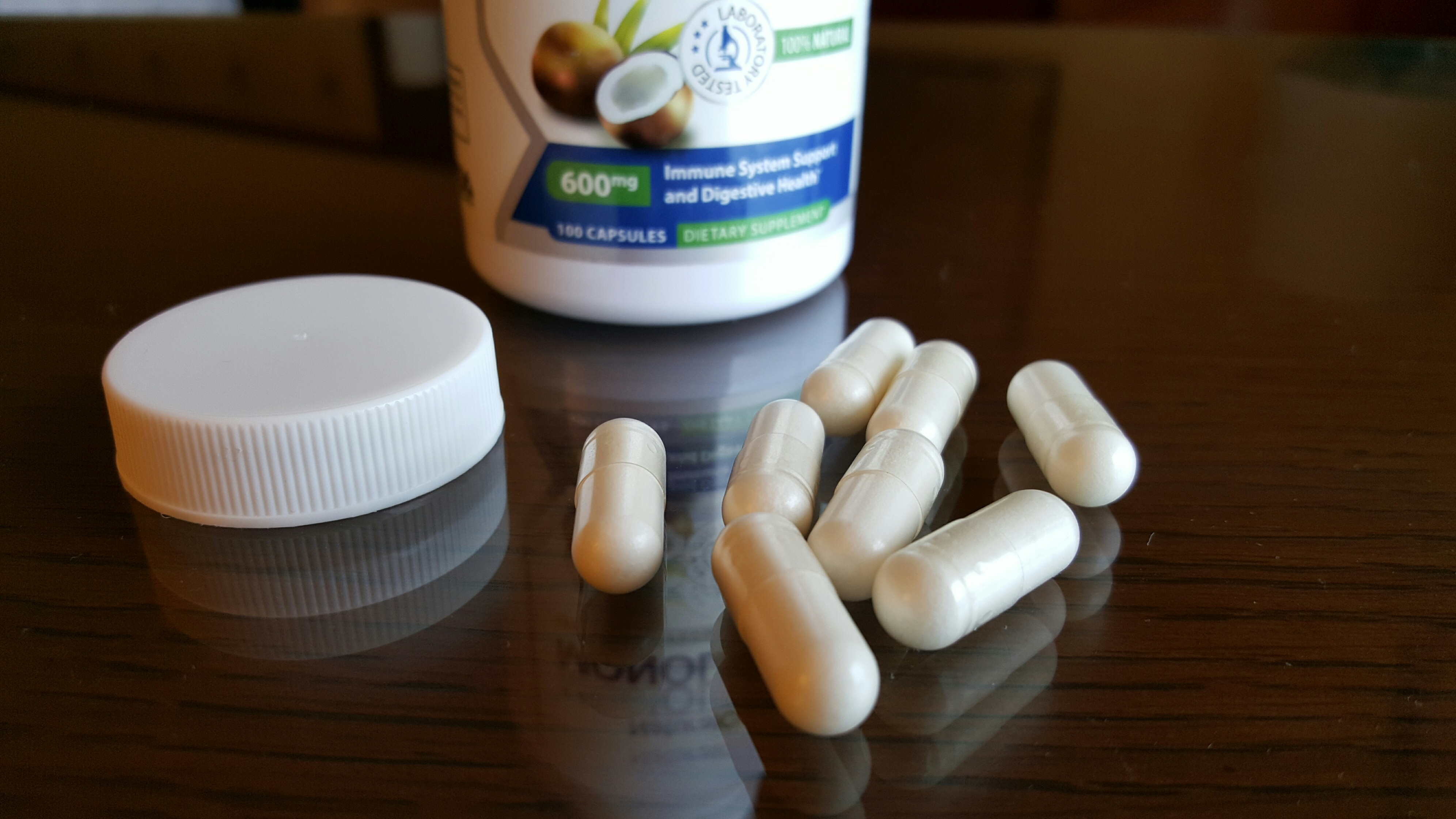
Monolaurin ve formě kapslí jako doplněk stravy

Monolaurin má také slibné účinky proti bakteriím (grampozitivním i gramnegativním), kvasinkám, plísním a prvokům. Bakterie včetně E. coli, kvasinky včetně Candida albicans, Helicobacter pylori (H. pylori), Giardia lamblia, Staphylococcus aureus a další mikroby byly ve vědeckých studiích neutralizovány monolaurinem. Monolaurin rovněž vykazoval antibakteriální a antibiofilní vlastnosti vůči Borrelia burgdorferi a Borrelia garinii, bakteriím způsobujícím u lidí boreliózu.